# 今小路満冬
今小路 満冬（いまのこうじ みつふゆ）は、南北朝時代の公卿。権大納言・今小路師冬の子。官位は従三位・権中納言。

## 経歴
『後鑑』義持将軍記第14中応永15年3月15日～29日、『北山殿行幸記』の中に満冬の和歌が収められている。「わきてなを色そふ花も万代の春を契りて君ぞみるべき」
永享4年（1432年）にはすでに亡くなっており、息子の持冬が公卿となっている。

## 官歴
- 応永14年（1407年）1月5日、正四位下に昇叙。右中将は元の如し。同年3月5日参議に任ぜられる。
- 応永15年（1408年）1月5日、従三位に昇叙。
- 応永16年（1409年）3月23日、播磨権守を兼ねる。
- 応永17年（1410年）10月、権中納言に任ぜられる。